# دی هیدرو اوراسیل
دی هیدرو اوراسیل (به انگلیسی: Dihydrouracil) با فرمول شیمیایی C4H6N2O2 یک ترکیب شیمیایی با شناسه پاب‌کم 145068 است. که جرم مولی آن ۱۱۴٫۱۰۲۶۴ گرم بر مول می‌باشد. 